# Бойл, Эдмунд, 8-й граф Корк
Генерал Эдмунд Бойл, 8-й граф Корк и Оррери (англ. General Edmund Boyle, 8th Earl of Cork and Orrery; 21 октября 1767 — 29 июня 1856) — англо-ирландский военный и пэр, именуемый виконтом Дангарваном с 1768 по 1798 год.
Полная титулатура: 8-й граф Корк, 8-й лорд лорд Бойл (барон из Бронгхилла), 8-й граф Оррери, 8-й лорд Бойл (барон из Йола), 5-й барон Бойл из Марстона, 9-й виконт Дангарван, 8-й виконт Бойл из Киналмики, 8-й барон Бандон-Бридж.

## Ранняя жизнь
Родился 21 октября 1767 года. Старший из оставшихся в живых сыновей Эдмунда Бойла, 7-го графа Корка (1742—1798), и его первой жены Энн Кортни (? — 1785), дочери Келланда Кортни.

## Карьера
16 апреля 1785 года Эдмунд Бойл был произведён в прапорщики 22-го пехотного полка , а 10 декабря 1785 года был произведён в лейтенанты 100-го пехотного полка.
27 мая 1787 года Эдмунд Бойл был произведён в лейтенанты Сомерсетширского полка милиции, а 22 апреля 1789 года произведён в капитаны.
27 января 1791 года он был произведён в капитаны отдельной роты из лейтенанта 34-го пехотного полка и вскоре после этого был переведен в 14-й пехотный полк. В 1791 году он участвовал в военной кампании во Фландрии. 5 апреля 1794 года он был повышен до майора в недавно созданном 87-м пехотном полку и получил звание подполковника в полку 19 июля . 20 января 1795 года он перешел в 11-й пехотный полк. 21 мая 1796 года виконт Дангарван был назначен капитаном роты в Колдстримской гвардии, а 9 января 1798 года — адъютантом короля Великобритании Георга III. В 1799 году он принимал участие в военной кампании в Голландии, а в 1801 году — в военных действиях против французов в Египте.
В июле 1803 года он был произведён из подполковника 4-го пехотного полка в полковники резервного пехотного батальона 16-го гарнизонного батальона. В 1805 году он был произведён в генерал-майоры, а в 1811 году стал генерал-лейтенантом. 27 мая 1825 года Эдмунд Бойл был произведён в генералы . Граф Корк был назначен кавалером Ордена Святого Патрика 22 июля 1835 года.

## Личная жизнь
9 октября 1795 года Эдмунд Бойл женился на своей двоюродной сестре Изабелле Генриетте Пойнтц (? — 29 ноября 1843), дочери Уильяма Пойнтца (1734—1809) и его жены Изабеллы, дочери Келланда Кортни. Его младший брат, вице-адмирал, сэр Кортней Бойл (1770—1844), женился на сестре Изабеллы Генриетты Каролине Амелии в 1799 году. Братом обеих сестер был английский политик Уильям Стивен Пойнц.
У Эдмунда и Изабеллы было девять детей:
- Леди Изабелла-Элизабет Бойл (4 февраля 1797 — 27 декабря 1829)
- Эдмунд Уильям Бойл, виконт Дангарван (2 апреля 1798 — 1 января 1826)
- Достопочтенный Эдмунд Уильям Бойл (22 сентября 1799 — 8 сентября 1810)
- Достопочтенный Джордж Ричард Бойл (22 сентября 1799 — 8 сентября 1810)
- Чарльз Бойл, виконт Дангарван (6 декабря 1800 — 25 августа 1834), женился 18 марта 1828 года на леди Кэтрин Сент-Лоуренс, дочери Уильяма Сент-Лоуренса, 2-го графа Хаута. Среди их детей были — Ричард Бойл, 9-й граф Корк, и Уильям Джордж Бойл.
- Достопочтенный Джон Бойл (13 марта 1803 — 6 декабря 1874), женился 10 декабря 1835 года на достопочтенной Сесилии де Рос, дочери лорда Генри Фитцджеральда
- Леди Люси Джорджина Бойл (19 марта 1804 — 31 августа 1827)
- Леди Луиза Бойл (16 сентября 1806 — 30 мая 1826)
- Подполковник Роберт Эдвард Бойл (март 1809 — 3 сентября 1854)
- Преподобный Ричард Кавендиш Бойл (28 февраля 1812 — 30 марта 1886), капеллан королевы Виктории, женился на Элеоноре Вир Гордон, дочери Александра Гордона.

Эдмунд Бойл проживал в графстве Сомерсет, в Марстон-Хаусе, на территории Марстон-Биго-парка. Он нанял Джеффри Уайаттвилла в 1817 году, чтобы украсить центральный блок четырьмя ионическими колоннами. Уайатвилл был известен в округе своей работой в Лонглите, а затем в церкви Святого Иоанна Крестителя во Фруме в том же десятилетии.
В 1821 году на углу тогдашней Хилл-стрит и Рыночной площади во Фруме Томас Банн убедил графа построить зал собраний над крытым рынком в стиле греческого возрождения. В 1822 году улица была переименована в Корк-стрит. Банн показал ему изображение Римского Форума как «хороший проект для современного рынка»; он возразил и «подумал об экономии и сказал, что он не окупится». Уговоры Банна окупились; он остался одним из самых известных зданий Фрума, теперь это банк с закрытым цокольным этажом. Они вместе работали над различными другими проектами, в том числе над национальными школами и школами Крайст-Черч, а граф был председателем комитета. Граф вносил взносы в местные благотворительные фонды, такие как Фонд одеял и Фонд угля, как для помощи бедным, так и председательствовал на заседаниях Сберегательного банка Фрума.]
Томас Банн высоко ценил его как «доброго друга жителей Фрума». В ноябре 1838 года он записал случай в магистратском суде, когда, обнаружив, что зал переполнен, граф взял свой сюртук со скамьи рядом с ним и предложил Банну сесть: «не в знак внимания ко мне, а в знак джентльменского поведения».
Эдмунд Бойл скончался 29 июня 1856 года в возрасте 88 лет, и ему наследовал его внук Ричард Бойл (1829—1904).
В 1857 году его младший сын Ричард Бойл, викарий Марстона, построил школу и здание школы «в пользу бедных и в память о своем отце» на Такмарш-Лейн вдоль юго-восточной границы семейного поместья.